# Remersonia thermophila
Remersonia thermophila är en svampart som först beskrevs av Fergus, och fick sitt nu gällande namn av Seifert & Samson 1997. Remersonia thermophila ingår i släktet Remersonia, divisionen sporsäcksvampar och riket svampar.   Inga underarter finns listade i Catalogue of Life.